# Мухаммад аль-Харири
Абу Мухаммад Мухаммад ибн аль-Касим аль-Басри́ аль-Харири (араб. محمد القاسم بن علي بن محمد بن عثمان الحريري‎; 1054, Басра — 10 сентября 1122, Басра) — арабский писатель, поэт и филолог.

## Биография
Аль-Харири был сыном богатого торговца шёлком, землевладельца. Получил хорошее образование, рано начал писать. Увлёкся грамматикой и лексикой литературного арабского языка. В Басре заведовал почтовым отделением. Аль-Харири сообщал властям города о подозрительных людях и событиях.
Долгое время прожил у бедуинов, считавшихся носителями классического арабского языка, языка доисламской поэзии и Корана. Написал несколько филологических трактатов, в которых выступал против проникновения в письменный язык элементов разговорной речи. Создал диван стихов и сборник посланий (расаил).
Наиболее известен аль-Харири как автор цикла из 50 макам, написанных саджем со стихотворными вставками. Они быстро стали предметом учёных изысканий, и в течение веков считавшихся образцом художественного совершенства. Особенно высоко ценился их назидательный характер. Написаны макамы были по заказу неизвестного лица, наделённого властью. Предполагается, что это либо правитель Басры, либо один из визирей халифа аль-Мустаршида — Ануширван ибн Халид или Ибн Садака, — либо халиф аль-Мустазхир. В макамах аль-Харири нарисовал яркие картины жизни Арабского халифата периода упадка. Главный герой — Абу Зейд ас-Серуджи, ловкий плут, находящий выход из любой ситуации. Макамы аль-Харири известны в Европе с XVII века; на русский язык переводятся с 1826 года.

## Русские переводы
- аль-Харири Абу Мухаммед аль-Касим. Макамы: Арабские средневековые плутовские новеллы / Пер. с араб. В. М. Борисова, А. А. Долининой, В. Н. Кирпиченко; вступ. статья и примечания В. М. Борисова, А. А. Долининой. — М.: Наука (ГРВЛ), 1978. — 220 с. — 50 000 экз.
- аль-Харири Абу Мухаммед аль-Касим. Макамы: Арабские средневековые плутовские новеллы / Пер. с араб. В. М. Борисова, А. А. Долининой, В. Н. Кирпиченко; вступ. статья и примечания В. М. Борисова, А. А. Долининой. — М.: Наука (ГРВЛ), 1987. — 267 с. — 50 000 экз.[5]